# ゾラの生涯

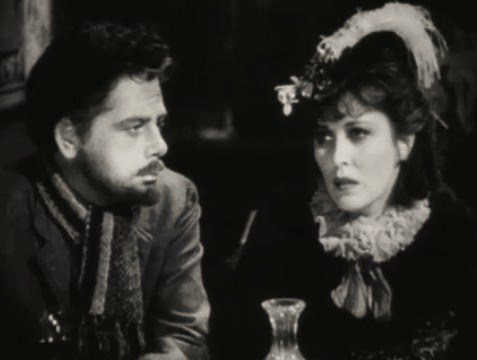
ポール・ムニ(左)とエリン・オブライエン＝ムーア

『ゾラの生涯』（ゾラのしょうがい、The Life of Emile Zola）は、1937年製作のアメリカ映画である。

## 概要
ワーナー・ブラザース製作。第10回アカデミー賞作品賞および助演男優賞（ジョセフ・シルドクラウト）、脚色賞を獲得した作品である。また、アメリカ国立フィルム登録簿に2000年新規登録された。
ギャング映画などで人気のあったワーナー・ブラザースであったが、プレステージ映画として、伝記映画を何本か制作している。この作品の監督ウィリアム・ディターレも、『白衣の天使』（1936年）でナイチンゲールを、『科学者の道』（1936年）ではルイ・パストゥール（主演は本項の作品と同じくポール・ムニ）を扱うといった具合に矢継ぎ早に制作しており、この作品はその流れの一環の作品である。
フランスの文豪エミール・ゾラの伝記を基に、ハインツ・ヘラルド、ゲザ・ハーゼックらが書き下ろしたストーリーで、脚本も前半は名作『ナナ』をはじめとする連作「ルーゴン・マッカール叢書」によって名声を得るまで、後半はスパイ容疑で投獄される参謀将校ドレフュスの潔白を信じて世論に訴え、無罪を証明したドレフュス事件の実話をドラマ化している。
伝記映画には実績のあるディターレ監督と、多彩なメイクアップを得意としていたポール・ムニが、ゾラを自由と正義を貫いた人物として描き、がっちり映画化したものである。
また、伝記映画ながらもワーナー・ブラザースのギャング映画と同じようなかっちりした音声の付け方、そして編集のタイミングの良さも界間見られ、興味深い。
この映画では、物語とは逆の順序で撮影がされたので、ポール・ムニは役柄のために顎ひげを伸ばし、撮影期間がたつにつれ顎ひげを短くし、色を黒く染めていって撮影に望んだ。彼のメイクアップの時間は、毎朝3時間半かかったという。
なお、日本公開は1948年6月公開である。

## ストーリー
パリの屋根裏部屋で画家セザンヌと同居していたゾラ（ポール・ムニ）は、小説『ナナ』で評判をとる。やがて貧乏暮らしを抜け出して、大作家の道を進んでいった彼は、ライフワークの「ルーゴン・マッカール叢書」20巻を発表し、自然主義作家の総帥として論陣を張った。パリ郊外のメダンの別荘にはユイスマンスら新進作家が集った。ゾラは、プルードン、マルクスらの著作を読んで社会主義への関心を深めていく。
その頃、参謀部将校ドレフュス（ジョセフ・シルドクラウト）がスパイ容疑で投獄された。彼の無罪を信じる妻（ゲイル・ソンダーガード）などの姿に心を動かされたゾラは、世論を喚起するために「われ弾劾す」という公開状を新聞に投稿する。だが、その態度を苦々しく思った軍首脳部に激しい迫害を受け、やむなく英国に亡命する。やがてスパイ事件の真犯人が逮捕された。帰国したゾラは愛国者と讃えられるが、ドレフュスの軍籍復帰を喜ぶ間もなく、ガス中毒で急死する。彼の遺骸は作家仲間であったアナトール・フランスの弔辞に送られ、パンテオンに葬られた。

## キャスト
- ポール・ムニ：エミール・ゾラ
- ジョセフ・シルドクラウト：アルフレッド・ドレフュス
- ゲイル・ソンダガード：リュシー・ドレフュス
- グロリア・ホールデン：アレクサンドリーヌ（ゾラ夫人）
- ドナルド・クリスプ：ラボリ弁護士
- エリン・オブライエン＝ムーア：ナナ
- モリス・カルノフスキー：アナトール・フランス
- ルイス・カルハーン：ドルト大佐
- ハリー・ダヴェンポート
- ロバート・バラット：ヴァルザン・エステルアジ
- ウラジーミル・ソコロフ：ポール・セザンヌ
- ディッキー・ムーア：ピエール（ドレフュスの息子）
- フローレンス・ロバーツ：ゾラの母

## 受賞とノミネート
| 賞                           | 部門       | 候補者                                                           | 結果           |
| ---------------------------- | ---------- | ---------------------------------------------------------------- | -------------- |
| アカデミー賞                 | 作品賞     | ワーナー・ブラザース                                             | 受賞           |
| アカデミー賞                 | 主演男優賞 | ポール・ムニ                                                     | ノミネート     |
| アカデミー賞                 | 助演男優賞 | ジョセフ・シルドクラウト                                         | 受賞           |
| アカデミー賞                 | 監督賞     | ウィリアム・ディターレ                                           | ノミネート     |
| アカデミー賞                 | 脚色賞     | ノーマン・ライリー・レイン、ハインツ・ヘラルド、ゲザ・ハーゼック | 受賞           |
| アカデミー賞                 | 原案賞     | ゲザ・ハーゼック、ヘインツ・ヘラルド                             | ノミネート     |
| アカデミー賞                 | 作曲賞     | マックス・スタイナー                                             | ノミネート     |
| アカデミー賞                 | 美術賞     | アントン・グロット                                               | ノミネート     |
| アカデミー賞                 | 録音賞     | ネイサン・レヴィンソン （ワーナー・ブラザース・サウンド部）      | ノミネート     |
| アカデミー賞                 | 助監督賞   | ラス・サンダース                                                 | ノミネート     |
| ニューヨーク映画批評家協会賞 | 作品賞     | ワーナー・ブラザース                                             | 受賞           |
| ニューヨーク映画批評家協会賞 | 主演男優賞 | ポール・ムニ                                                     | 受賞           |
| アメリカ国立フィルム登録簿   |            | 『ゾラの生涯』                                                   | 2000年新規登録 |